# 斉藤麻衣
斉藤 麻衣（さいとう まい、1988年10月7日 - ）は、日本の女優、ナレーター、アナウンサー。愛知県西尾市出身。
美少女クラブ31の元メンバーである斉藤麻衣とは同姓同名の別人。

## 略歴
幼少の頃から地元の愛知県で子役として活動していたが、1998年に当時の所属事務所にスカウトされた。
趣味は読書、カラオケ、俳句。特技は水泳、スキューバダイビング。
デビュー作は映画『ウルトラマンティガ・ウルトラマンダイナ&ウルトラマンガイア 超時空の大決戦』（1999年）で、ヒロインを演じた。『千年の恋 ひかる源氏物語』（2001年）では紫の上役を演じた。1st写真集『2000年少女』ではふるさとの町や、デビュー前まで通っていた地元の小学校で撮影が行われている。
2020年4月に開設された公式Twitter（#外部リンクを参照）の自己紹介文によると、現在はナレーションやアナウンスなど、声の仕事を中心に受けているとのことである。

## 出演

### 映画
- ウルトラマンティガ・ウルトラマンダイナ&ウルトラマンガイア 超時空の大決戦（1999年、松竹、小中和哉監督） - 七瀬リサ 役
- 千年の恋 ひかる源氏物語（2001年、東映、堀川とんこう監督） - 若紫（少女期の紫の上） 役
- ウルトラマンコスモス2 THE BLUE PLANET（2002年、松竹、北浦嗣巳監督） - シャウ 役
- カタルシス（2002年、アルゴ・ピクチャーズ、坂口香津美監督） - 花鷲見 役
- ウルトラマンコスモスVSウルトラマンジャスティス THE FINAL BATTLE（2003年、松竹、北浦嗣巳監督） - シャウ 役
- ネズラ1964（2020年、3Y/KADOKAWA、横川寛人監督） - ジュンコ 役[3]
- 怪猫狂騒曲（2022年、3Y、横川寛人監督） - 小夜 役[4]
- HOSHI 35/ホシクズ（2023年、3Y、横川寛人監督） - サヤ 役

### テレビドラマ
- しあわせ色写真館（1997年12月、NHK）
- ブースカ! ブースカ!!（1999年10月 - 2000年6月、テレビ東京系） - さやか 役
- 仮面ライダー555 第26 - 28・35・36話（2003年1月 - 2004年1月、テレビ朝日系） - 木村沙耶 役
- ウルトラQ dark fantasy 第13話「影の侵略者」（2004年4月 - 9月、テレビ東京系） - 主演・亜乃留 役
- ウルトラマンマックス 第28話（2005年7月 - 2006年4月、CBC・TBS系） - リリカ 役
- ウルトラマンメビウス 第33話（2006年4月 - 2007年3月、CBC・TBS系） - タカムラ・ミサ 役
- 孤独のグルメ Season5 第6話    （2015年11月7日、テレビ東京）  - 従業員1 役

### ミュージックビデオ
- GLAY「恋」（2006年）

### 写真集
- 2000年少女（2000年1月、撮影：小町剛廣、バウハウス）ISBN 4894611716
- White ホワイト（2003年3月、撮影：小町剛廣、三和出版）ISBN 4883569594

### イメージビデオ・DVD
- Milky ミルキー（2003年2月、三和出版）
- CHURA-MAI-MU（2005年7月、スリーコード）
- 17才の予感（2005年10月、スリーコード）

### 雑誌
- ピチレモン（学研） - 元専属モデル